# Aderus gravidicornis
Aderus gravidicornis es una especie de coleóptero de la familia Aderidae. Fue descrita científicamente por Thomas Vernon Wollaston en 1867.

## Distribución geográfica
Habita en Cabo Verde.